# 劉若金
劉若金（1585年—1665年），字用汝，號雲密，湖廣承天府潛江縣人，明朝、南明政治人物。

## 生平
劉若金是天啟元年（1621年）湖廣鄉試舉人，五年（1625年）成進士，授福建古田知縣，平息盜賊有功，之後調任浦城，在當地平衡糧食，舉發奸人；遷官南京吏部主事，外任淮海僉事。流寇橫行，他訓練士兵、選擇將領，設堡防禦，盜賊超過一年不敢入侵當地；他又疏通河流和水道，不久遭彈劾歸鄉。
弘光帝繼位，劉若金升任通政參議，很快以副都御史提督福建、廣東沿海開墾、屯田、市舶、橋稅、珠池，兼管海防軍務，駐守福寧，商榷洋稅時令士民罷市。
隆武帝時，他與鍾炌、劉安行同召任，升為兵部右侍郎，改任禮部左侍郎，再改任刑部，兼任左副都御史，隆武二年（1646年）三月，代周應期為刑部尚書，受賜「贊襄補兖」銀章。福京淪亡後去世，時年八十一歲。

## 著作
劉若金精醫學，著有《本草述校注》。

## 引用
1. 1 2  錢海岳《南明史·卷四十三·列傳第十九》：劉若金，字用汝，潛江人。天啟五年進士。授古田知縣，弭盜有功。調浦城，平斗斛，摘奸劊發伏神，遷南京吏部主事，出為淮海僉事。寇熾，練兵簡將，設堡防禦，踰年寇不敢犯。又疏淤河，利水道。被劾歸。
2. ↑  道光《吉安府志·卷二十九·選舉志》：天啟元年辛酉（舉人）……劉若金 湖廣中，見進士
3. ↑  錢海岳《南明史·卷二·本紀第二》：（隆武二年三月癸酉）劉若金刑部尚書、左副都御史。
4. ↑  錢海岳《南明史·卷四十三·列傳第十九》：安宗立，擢通政參議，尋以副都御史提督閩廣沿海開墾、屯田、市舶、橋稅、珠池，兼理海防軍務，駐福寧。榷洋稅，士民罷市。紹宗即位，與鍾炌、劉安行同召，晉兵部右侍郎，改禮部左侍郎，再改刑部，兼左副都御史，後代周應期為尚書，賜「贊襄補兖」銀章。……若金、安行皆福京亡後卒，若金年八十一矣。